# Miracolul de pe râul Hudson
 Sully  (cunoscut și ca  Sully - Miracle on the Hudson , în română, Sully - Miracolul de pe Hudson) este un film biografic dramatic din 2016, regizat și produs de Clint Eastwood și cu un scenariu scris de Todd Komarnicki, bazat pe autobiografia lui Charles " Sully " Sullenberg, scrisă cu ajutorul lui Jeffrey Zaslow și intitulată en  Highest Duty, in română - Cea mai înaltă datorie.
Actorul Tom Hanks este interpretul lui Sullenberger. Alți actori din distribuție sunt Aaron Eckhart, Laura Linney, Anna Gunn, Autumn Reeser, Holt McCallany, Jamey Sheridan și Jerry Ferrara, în diverse roluri, mai mult sau mai puțin importante. Filmul se axează pe foarte scurtul zbor și aterizarea de urgență a aeronavei en  Zborului 1549 al companiei US Airways, al cărei căpitan fusese Sullenberger. Zborul încheiat foarte repede și aterizarea de urgență pe apele râului Hudson, au constituit o acțiune remarcabil condusă de căpitanul Sullenberg, o acțiune de salvare plină de succes întrucât toți cei 155 de pasageri și toți membri echipajului au supraviețuit în foarte bune condiții, unii având doar răni minore.
După premierea filmului Sully la cea de-a 43-a ediție anuală a Festivalului de Film (de la) Telluride din statul Colorado, în data de 2 septembrie 2016, filmul a fost distribuit în Statele Unite de către Warner Bros. pe 9 septembrie, atât în săli connvenționale cât și în săli de tip IMAX. Pelicula de lung metraj a primit aprecieri din partea criticilor, dar și a publicului de pretutindeni, realizând încasări de mai mult de 240 de milioane de dolari în întreaga lume.  În același timp, filmul a creat controverse, datorită modului în care a fost percepută, în varii cercuri, portretizarea Agenției Naționale de Siguranță a Transporturilor, cunoscută ca en  National Transportation Safety Board, dar și prin acronimul NTSB. Oricum, organizația profesională  American Film Institute a selecționat filmul Sully ca unul din cele mai bune filme ale anului.

## Acțiunea filmului
În 15 ianuarie 2009, piloții companiei US Airways, căpitanul Chesley "Sully" Sullenberger și primul său  ofițer, Jeff Skiles, aflați la bordul Zborului 1549, zburau cu o aeronavă Airbus A320 de la aeroportul new yorkez LaGuardia Airport la aeroportul en  Charlotte Douglas International Airport, aflat în apropiere de orașul Charlotte, în comitatul Mecklenburg, din statul  Carolina de Nord.
După doar trei minute de zbor, aeronava, care se afla la circa 850 m altitudine, s-a ciocnit cu un stol de gâște, care au blocat ambele motoare cu reacție. Judecând repede și la rece situația, fiind pe o traiectorie ascendentă și lipsit complet de aportul cele două reactoare, fără posibilitatea de a ajunge la orice alt aeroport din apropiere (en  Teterboro Airport din orașul en  Teterboro, localizat în comitatul Bergen, statul New Jersey, fiind cel mai aproape), căpitanul Sullenberg a decis că aterizarea pe apele râului Hudson este cea mai sigură soluție în acel caz hiper-critic. După „amerizarea” efectuată cu înalt profesionalism, pe apele lent curgătoare ale fluviului Hudson, cei 155 de pasageri și echipajul au fost evacuați rapid și fără probleme majore, doar unii pasageri suferind răni ușoare.
Presa de toate tipurile și orientările, pasagerii și marele public l-au aclamat pe Sully, dar masivul incident a lăsat puternice urme asupra lui Sullemberg însuși, care, după aceea, a avut repetat același și același coșmar, în care aviatorul de excepție nu poate evita coliziunea unui avion pilotat de el cu o clădire masivă, aflat pe malul aceluiași râu Hudson.

## Distribuție
- Tom Hanks ca Chesley "Sully" Sullenberger
  - Blake Jones ca Sully (la vârsta de 16 ani)
- Aaron Eckhart ca Jeff Skiles
- Laura Linney ca Lorraine Sullenberger
- Anna Gunn ca Dr. Elizabeth Davis
- Autumn Reeser ca Tess Sosa
- Ann Cusack ca Donna Dent
- Holt McCallany ca Mike Cleary
- Mike O'Malley ca Charles Porter
- Jamey Sheridan ca Ben Edwards
- Jerry Ferrara ca Michael Delaney
- Molly Hagan ca Doreen Welsh
- Max Adler ca Jimmy Stefanik
- Sam Huntington ca Jeff Kolodjay
- Michael Rapaport ca Pete the Bartender
- Wayne Bastrup ca Brian Kelly
- Valerie Mahaffey ca Diane Higgins
- Jeff Kober ca L. T. Cook
- Molly Bernard ca Alison
- Chris Bauer ca Larry Rooney

## Producție
Scenariul filmului este bazat pe autobiografia lui Sully Highest Duty: My Search for What Really Matters (Cea mai înaltă datorie - Căutarea mea pentru ceea ce contează cu adevărat). Drepturile intelectuale pentru ecranizarea autobiografiei sale au fost cumpărate încă din 2010 de productorii Frank Marshall și Allyn Stewart.

## Reacția publicului

### Încasări
Sully a realizat încasări de peste 125,1 milioane de dolari în Statele Unite și Canada, respectiv circa 115,7 milioane în alte țări, acumulând un total de peste 240,8 milioane de dolari, contrabalansând excesiv de bine bugetul de 60 de milioane de dolari. A depășit cu brio recordul anterior al lunii septembrie, pentru cea mai mare premieră mondială în cinematografele de tip IMAX, pentru filme 2D, încasând 5,1 milioane de dolari , realizați prin proiecția filmului pe 523 ecrane IMAX screens, eclipsând fostul record, deținut anterior de The Maze Runner cu 4,2 milioane în 2014. In total it had grossed $10 million in IMAX plays globally.

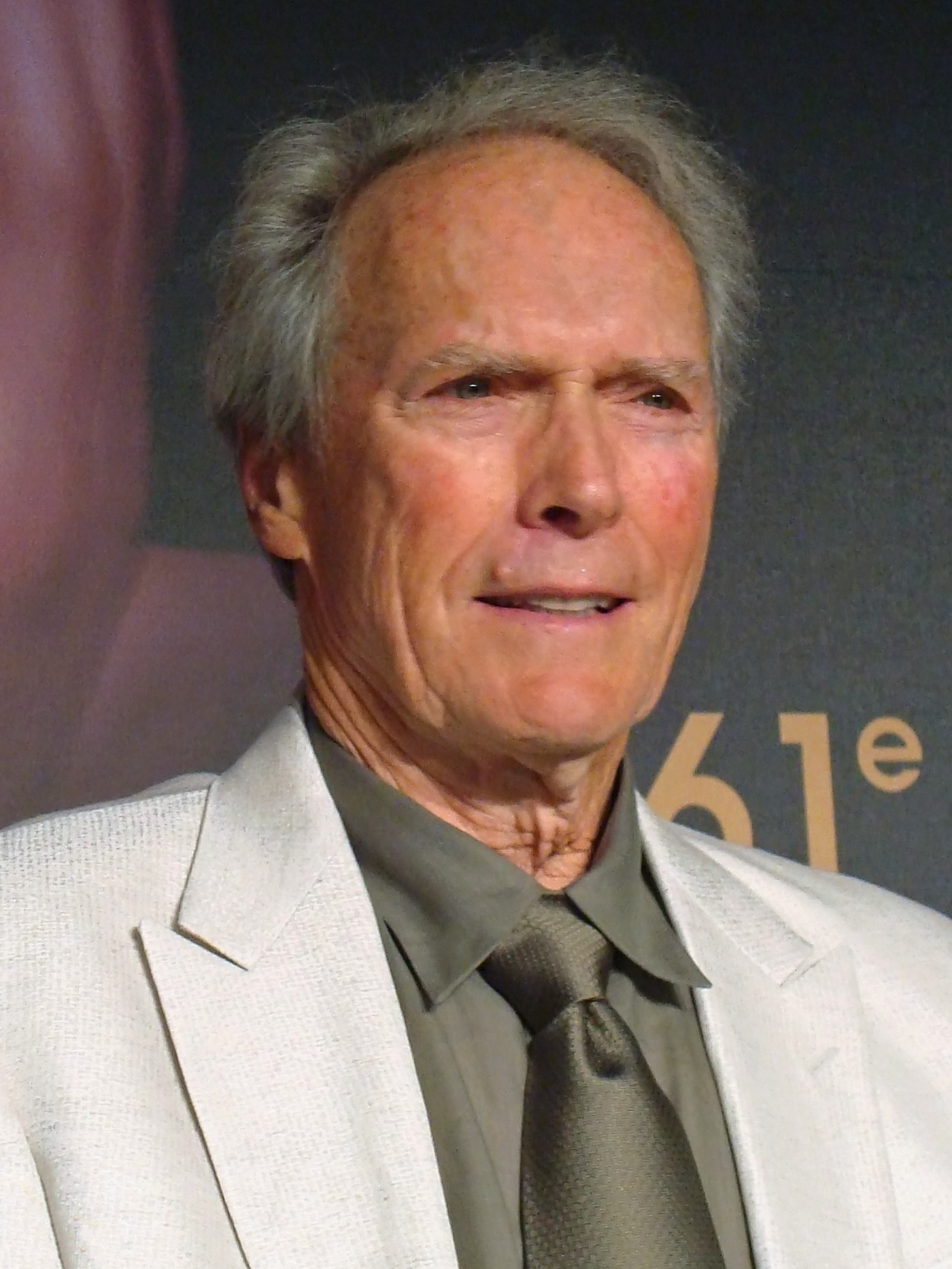
Sully a înregistrat al doilea record al carierei lui Clint Eastwood ca regizor în America de Nord.

#### În Statele Unite și Canada
În Statele Unite și Canada, Sully a avut premiera simultan, vineri, 9 septembrie 2016, rulând în 3.525 de cinematografe, dintre care 375 erau în sitemul IMAX. A realizat în primul weekend al primei săptămâni mai mult de 25 de milioane de dolari.

#### În alte țări
Filmul a fost prezentat simultan în Statele Unite, Canada și alte 39 de țări și a încasat circa 10,5 milioane, în doar prima săptămână, rulând simultan pe 3900 de ecrane. IMAX comprised $1.1 million of that from 148 IMAX screens. Cea mai mare premieră a oricărui film a lui Eastwood în Rusia, Sully a obținut încasări de peste 1 milion de dolari în prima săptămână.

### Răspunsuri critice
Website-ul Rotten Tomatoes a acordat filmului o valoare de aprobare de 86%, valoare bazată de 311 intervenții și comentarii. Pe website-ul Metacritic, film a obținut un scor de 74 din 100, valoare bazată pe 46 de prezentări critice, indicând „prezentări general favorabile”.

### Premii și nominalizări
| Premiu                                        | Data ceremoniei de decernare | Categorie                                                                  | Recipient/Recipienți și nominalizat/nominalizați                                                     | Rezultat     | Ref.          |
| --------------------------------------------- | ---------------------------- | -------------------------------------------------------------------------- | --- | ------------ | ------------- |
| AARP Annual Movies for Grownups Awards        | 3 februarie 2017             | Cel mai bun film (Best Picture)                                            | Sully                                                                                                | Nominalizare | [ 19 ]        |
| AARP Annual Movies for Grownups Awards        | 3 februarie 2017             | Cel mai bun regizor (Best Director)                                        | Clint Eastwood                                                                                       | Nominalizare | [ 19 ]        |
| AARP Annual Movies for Grownups Awards        | 3 februarie 2017             | Cel mai bun actor (Best Actor)                                             | Tom Hanks                                                                                            | Nominalizare | [ 19 ]        |
| Academy Awards                                | 26 februarie 2017            | Best Sound Editing                                                         | Bub Asman și Alan Robert Murray                                                                      | Nominalizare | [ 20 ] [ 21 ] |
| Alliance of Women Film Journalists            | 21 decembrie 2016            | Best Actor                                                                 | Tom Hanks                                                                                            | Nominalizare | [ 22 ] [ 23 ] |
| Cinema Audio Society Awards                   | 18 februarie 2017            | Outstanding Achievement in Sound Mixing for a Motion Picture – Live Action | James Ashwill, Bobby Fernandez, Jose Antonio Garcia, Thomas J. O'Connell, Tom Ozanich and John Reitz | Nominalizare | [ 24 ]        |
| Critics' Choice Awards                        | 11 decembrie 2016            | Best Picture                                                               | Sully                                                                                                | Nominalizare | [ 25 ]        |
| Critics' Choice Awards                        | 11 decembrie 2016            | Best Actor                                                                 | Tom Hanks                                                                                            | Nominalizare | [ 25 ]        |
| Critics' Choice Awards                        | 11 decembrie 2016            | Best Adapted Screenplay                                                    | Todd Komarnicki                                                                                      | Nominalizare | [ 25 ]        |
| Critics' Choice Awards                        | 11 decembrie 2016            | Best Editing                                                               | Blu Murray                                                                                           | Nominalizare | [ 25 ]        |
| Dallas–Fort Worth Film Critics Association    | 13 decembrie 2016            | Best Actor                                                                 | Tom Hanks                                                                                            | 5th Place    | [ 26 ]        |
| Hollywood Film Awards                         | 6 noiembrie 2016             | Hollywood Actor Award                                                      | Tom Hanks                                                                                            | Câștigat     | [ 27 ]        |
| Japan Academy Prize                           | 3 martie 2017                | Outstanding Foreign Language Film                                          | Sully                                                                                                | Câștigat     | [ 28 ] [ 29 ] |
| Make-Up Artists and Hair Stylists Guild       | 19 februarie 2017            | Feature-Length Motion Picture – Contemporary Hair Styling                  | Patricia Dehaney and Jose Zamora                                                                     | Nominalizare | [ 30 ]        |
| MPSE Golden Reel Awards                       | 19 februarie 2017            | Feature English Language: Dialogue/ADR                                     | Bub Asman, Alan Robert Murray, Hugo Weng and Katy Wood                                               | Nominalizare | [ 31 ]        |
| Palm Springs International Film Festival      | 2 ianuarie 2017              | Icon Award                                                                 | Tom Hanks                                                                                            | Câștigat     | [ 32 ]        |
| People's Choice Awards                        | 18 ianuarie 2017             | Favorite Dramatic Movie                                                    | Sully                                                                                                | Nominalizare | [ 33 ]        |
| People's Choice Awards                        | 18 ianuarie 2017             | Favorite Dramatic Movie Actor                                              | Tom Hanks                                                                                            | Câștigat     | [ 33 ]        |
| San Diego Film Critics Society                | 12 decembrie 2016            | Best Editing                                                               | Blu Murray                                                                                           | Câștigat     | [ 34 ] [ 35 ] |
| San Francisco Film Critics Circle             | 11 decembrie 2016            | Best Actor                                                                 | Tom Hanks                                                                                            | Nominalizare | [ 36 ] [ 37 ] |
| Satellite Awards                              | 19 februarie 2017            | Best Actor                                                                 | Tom Hanks                                                                                            | Nominalizare | [ 38 ]        |
| Satellite Awards                              | 19 februarie 2017            | Best Adapted Screenplay                                                    | Todd Komarnicki                                                                                      | Nominalizare | [ 38 ]        |
| Satellite Awards                              | 19 februarie 2017            | Best Visual Effects                                                        | Sully                                                                                                | Nominalizare | [ 38 ]        |
| Society of Operating Cameramen                | 11 februarie 2017            | Camera Operator of the Year – Film                                         | Stephen Campanelli                                                                                   | Nominalizare | [ 39 ]        |
| St. Louis Gateway Film Critics Association    | 18 decembrie 2016            | Best Actor                                                                 | Tom Hanks                                                                                            | Nominalizare | [ 40 ]        |
| Visual Effects Society Awards                 | 7 februarie 2017             | Outstanding Supporting Visual Effects in a Photoreal Feature               | Mark Curtis, Tyler Kehl, Bryan Litson, Michael Owens and Steven Riley                                | Nominalizare | [ 41 ]        |
| Washington D.C. Area Film Critics Association | 5 decembrie 2016             | Best Editing                                                               | Blu Murray                                                                                           | Nominalizare | [ 42 ]        |

## Controverse
Filmul a generat controverse, fiind perceput că ar prezenta entitatea de control en  National Transportation Safety Board (Consiliul Național al Siguranței Transporturilor) ca „rău intenționat” (antagonic procesului de investigare al cauzelor accidentului).
Tom Hanks a declarat agenției de presă Associated Press că Sullenberger a citit fiecare din multiplele revizuiri ale scenariului, în care investigatorii accidentului (membri ai NTSB) au fost nominalizați cu numele lor reale, ceea ce nu i-a convenit aviatorului. Ca atare, numele acestor investigatorii au fost eliminate. Conform a ceea ce Tom Hanks a declarat, Sullenberger a considerat că acei investigatori („cei reali” nu cei din film) „nu erau procurori”” și că nu ar fi fost corect ca aceștia să fi fost asociați cu acele întorsături ale situațiilor din film care ar fi indicat un proces de investigare de tip acuzatorial (în original, "a more of a prosecutorial process than in reality".